# 董祚继
董祚继（1964年3月—），湖北咸宁人，汉族，中华人民共和国政治人物、第十二届全国人民代表大会湖北地区代表。
加入中国民主同盟。2013年，担任全国人大代表。